# ستيفن هوارد (سياسي)
ستيفن هوارد (بالإنجليزية: Stephen Goodwin Howard)‏ هو سياسي بريطاني (وحمل سابقاً جنسية المملكة المتحدة لبريطانيا العظمى وأيرلندا)، ولد في 1867، وتوفي في 13 نوفمبر 1934. حزبياً، نشط في الحزب الليبرالي. في الانتخابات العمومية البريطانية 1918 ‏، انتخب عضو برلمان المملكة المتحدة الـ31 عن دائرة Sudbury (UK Parliament constituency) ‏ (14 ديسمبر 1918 – 26 أكتوبر 1922).